# Carlo Settala
Carlo Andrea Settala (Milano, ... – Roma, 23 aprile 1682) è stato un vescovo cattolico italiano.

## Biografia
Carlo Settala nacque a Milano, in seno ad una nobile famiglia. Era infatti figlio del protofisico Ludovico Settala dal quale ereditò la propria passione per le materie scientifiche e, alla morte di questi, anche la sua preziosa wunderkammer. Suo fratello fu l'altrettanto celebre medico e scienziato Manfredo Settala. 
Carlo studiò al Collegio dei Nobili di Milano e, ancora giovanissimo, intraprese la carriera ecclesiastica e si laureò utroque iure. Secondo il Piccinelli, ricevette l'abito clericale davanti alla tomba di San Carlo Borromeo nel duomo di Milano per mano del cardinale Cesare Monti che gli conferì poco dopo il canonicato della metropolitana acquisendo la prebenda dottorale. Venne quindi nominato giudice civile della città di Milano. 
Portatosi a Roma, divenne uditore del tribunale della Sacra Rota a Roma e prelato delle signature di grazia e giustizia. Papa Innocenzo X lo nominò alla prestigiosa carica di arciprete del duomo di Milano e fu sul punto di nominarlo vescovo di Lucca dopo la morte del vescovo Giambattista Rainoldi nel 1649, ma la sua decisione di fare ritorno a Milano per stare più vicino alla famiglia gli consentì di occuparsi più attivamente di Milano e della sua diocesi.
Nel 1654 venne nominato vescovo di Tortona e consacrato vescovo nella chiesa romana di San Silvestro in Monte Cavallo dal cardinale Bernardino Spada. Nel 1661 compì la sua prima visita pastorale in tutta la sua diocesi e nel 1673 convocò il secondo sinodo della sua diocesi. Lo scrittore e monaco cassinese Placido Puccinelli gli dedicò una sua biografia sulla figura di San Senatore, vescovo di Milano del V secolo che la tradizione ascriveva come antenato della famiglia Settala dalla quale appunto Carlo proveniva. Recuperò dalla tradizione dei vescovi di Tortona il titolo loro spettante di marchese di Albera e lo consegnò ai suoi successori.
Letterato, diede alle stampe trattati di diverso argomento tra i quali uno di materia legale (Analogia titulum iuris) e  diverse orazioni in lingua latina, di cui una dedicata alla figura di San Carlo Borromeo. Si interessò anche alla questione delle analogie e delle differenze tra rito romano e rito ambrosiano che tentò di coniugare nell'opera Misterij della Messa Romana et Ambrogiana del 1672. Da vescovo di Tortona, pubblicò due opere per la sua diocesi: l'una dal titolo Il nuovo Vescovo ove offrì spunti ai novelli vescovi per le direzioni delle loro diocesi e il trattato storiografico Tortona Sacra et Profana.
Morì a Roma nel 1682.

## Genealogia episcopale
La genealogia episcopale è:
- Arcivescovo Filippo Archinto
- Papa Pio IV
- Cardinale Giovanni Antonio Serbelloni
- Cardinale Carlo Borromeo
- Cardinale Gabriele Paleotti
- Cardinale Ludovico de Torres
- Cardinale Guido Bentivoglio
- Cardinale Bernardino Spada
- Vescovo Carlo Settala